# Veckoposten
Veckoposten (VP) var en svensk veckotidning med kristen prägel som gavs ut under tiden 1867 till 1992 då den slogs ihop med Missionsförbundets Svensk Veckotidning och fortsatte som Sändaren.

## Historia
Tidningen startade 1867 under namnet Nyhetsbladet, men 1868 ändrades namnet till Veckoposten. Adolf Drake var "tidningens grundläggare" och den första redaktören. 1888–1889 blev Jakob Byström och Johan Alfred Borgström ägare och tillsammans med Drake redaktörer för tidningen, och Veckoposten angavs nu som "Baptistsamfundets organ". 1895 uppgick den religiösa och nykterhetsvänliga veckotidningen Svenska Härolden i Veckoposten. Svenska Härolden hade startats 1885 och utgavs fram till 1888–1889 i Eskilstuna av Byström och Borgström. 1937 införlivades Vårbrodd. 1905 startade John Wahlborg Ungdomens Veckopost, UV, som upphörde 1962. 1992 gick Baptistsamfundets Veckoposten och Missionsförbundets Svensk Veckotidning ihop och fortsatte som Sändaren.
Även i USA fanns det en baptistisk Nya Wecko posten. Denna startade i Chicago 1877 och uppgick senare i Svenska Standaret.

### Redaktörer (i urval)
- 1956-1967: Bert Franzén[3][4]
- 1980-1983: Sven Svenson[5]
- 1983-1992: Bo Swedberg[6]

### Övrigt
Veckoposten besjöngs 1970 av Ingemar Olsson i sången "Veckoposten" på skivan "Livs Levande". Han beskrev tidningens självbild som varande att "den är den enda rätta sanna", detta "fast det finns en tie-tjugo likadana".